# طفحة سلية
الطفوح السلية (بالإنجليزية: Tuberculids)‏ هي مجموعة من الحالات الجلدية المرتبطة بالسل.:336
من الأمراض المشمولة في هذه المجموعة::336-8
- طفحة سلية حطاطية نخرية (أو طفحة سلية عدية أو التهاب عدي)
- حزاز خنازيري
- حمامى جاسية
- ذئبة دخنية وجهية منتشرة
- الطفحة السلية الشبيهة بالعد الوردي لليفاندوفسكي
- ثؤلول تشريحي